# Annette Echikunwoke
Annette Echikunwoke (née le 19 juillet 1996) est une athlète américaine, spécialiste du lancer de marteau.

## Biographie
Echikunwoke débute l'athlétisme avec les lancers de poids et disque. Elle remporte les championnats universitaires indoor au lancer de marteau en 2017. En 2020 elle est éligible pour représenter le Nigéria, pays de ses parents, pour les Jeux olympiques de 2020. Elle représentera le Nigéria jusqu'en 2022. En 2021 elle bat par 4 fois le record du Nigeria et d'Afrique du lancer du marteau avec pour meilleure marque 75,49 mètres à Tucson le 22 mai 2021, améliorant le précédent record de la sénégalaise Amy Sène de près de 5 mètres.
À la suite d'une négligence de la Fédération d'athlétisme du Nigéria, elle n'est finalement pas retenue dans la délégation nigériane olympique pour les Jeux de Tokyo. 
Elle se qualifie pour les Jeux olympiques de 2024 grâce à son titre lors des sélections olympiques américaines. 

## Vie privée
Annette est la cousine de l'actrice Megalyn Echikunwoke.

## Palmarès
| Date | Compétition     | Lieu  | Résultat | Marque  |
| ---- | --------------- | ----- | -------- | ------- |
| 2024 | Jeux olympiques | Paris | 2e       | 75,48 m |

| Date | Compétition                                 | Lieu            | Résultat | Marque  |
| ---- | ------------------------------------------- | --------------- | -------- | ------- |
| 2017 | Championnats universitaire indoor américain | College Station | 1re      | 22,42 m |
| 2021 | Championnats du Nigéria                     | Lagos           | 1re      | 72,07 m |
| 2024 | Championnats des États-Unis                 | Eugene          | 1re      | 74,68 m |

## Records
| Épreuve | Performance  | Lieu   | Date        |
| ------- | ------------ | ------ | ----------- |
| Marteau | 75,49 m (AR) | Tucson | 22 mai 2021 |